# Basislinie (Seerecht)
Die Basislinie ist Grundlage zur Bestimmung der im Seerechtsübereinkommen der Vereinten Nationen (SRÜ) genannten Meereszonen.

Basislinie

## Begriff
Die Basislinie ist die Bezugslinie zur Festlegung der Seegrenze sowie weiterer im Seevölkerrecht festgelegte Meereszonen.
Alle landwärts der Basislinie liegenden Meeresteile werden als innere Gewässer bezeichnet. Diese gehören zum Staatsgebiet und unterliegen der uneingeschränkten Hoheitsgewalt (Souveränität) des Küstenstaates. 
Seewärts der Basislinie folgt das seewärtige Staatsgebiet eines Küstenstaates. Dieses wird als Küstenmeer bezeichnet oder als 12-Meilen-Zone. Im Küstenmeer besitzt der Staat uneingeschränkte Souveränität. Schiffe anderer Länder haben hier aber ein Recht der friedlichen Durchfahrt.
Weitere auf die Basislinie bezogene Zonen sind:
- Anschlusszone
- Ausschließliche Wirtschaftszone
- Festlandsockel

In diesen Zonen kann ein Staat besondere Rechte wahrnehmen. Sie gehören aber nicht zum Staatsgebiet.

## Festlegung

Seerechtliche Zonen nach dem Seerechtsübereinkommen

Die Basislinie wird vom jeweiligen Küstenstaat festgelegt. 

### Normale Basislinie
Die so genannte normale Basislinie ist die in den amtlich anerkannten Seekarten großen Maßstabs eingetragene Niedrigwasserlinie entlang der Küste.

### Gerade Basislinie
An Küsten mit tiefen Einschnitten, Buchten, Flussmündungen oder mit vorgelagerten Inselketten kann die Basislinie nach der Methode der geraden Basislinie bestimmt werden. Hierbei werden geeignete Punkte der normalen Basislinie durch gerade Linienzüge miteinander verbunden, wobei die entstehende Basislinie nicht erheblich vom generellen Verlauf der Küste abweichen darf (Art. 7 SRÜ). Diese Regelung kann z. B. angewandt werden für Buchten und Meeresarme mit einer Öffnung zum offenen Meer von weniger als 24 Seemeilen (Art. 10 Abs. 4 SRÜ) oder für Flussmündungen (Art. 9 SRÜ). Analog kann die Methode der geraden Basislinie angewandt werden, wenn vorgelagerte Inseln eine „Parallelküste“, daher ein Seitenmeer, das an keiner Stelle in einer Breite von mehr als 12 Seemeilen mit dem offenen Meer verbunden ist, bilden. Durch die Anwendung der Methode der geraden Basislinie entstehen innere Gewässer (siehe oben).
Im Fall von Archipelen können die Archipelgewässer in die Basislinien einbezogen werden, wofür gesonderte Regeln gelten.

### Zonen und Veröffentlichung
Zur Bestimmung der Zonen wird entlang der Basislinie eine flache Scheibe mit dem Durchmesser der jeweiligen Zonenbreite abgerollt. Der seewärtige Rand der Scheibe beschreibt den Verlauf der Zone.
Die Basislinien oder die daraus abgeleiteten Grenzen sind in Seekarten des Staates einzutragen oder als Verzeichnis geografischer Koordinaten anzugeben und zu veröffentlichen. Ein Exemplar der Seekarte oder des Verzeichnisses ist beim Generalsekretär der Vereinten Nationen zu hinterlegen.

### Deutschland
Deutschland hat bei der Festlegung seiner Seegrenzen in Nord- und Ostsee weitgehend von der Methode der geraden Basislinien Gebrauch gemacht. Die Koordinaten der Basislinien und der seewärtigen Begrenzung des Küstenmeeres sind in den Seegrenzkarten  Nr. 2920 (Nordsee) und 2921 (Ostsee) des BSH veröffentlicht. Durch diese Festlegungsmethode per geografische Koordinaten ist sichergestellt, dass Veränderungen bei der Festlegung des Niedrigwasserbezuges – z. B. die Änderung des Seekartennull auf Lowest Astronomical Tide (LAT) – keine Auswirkungen auf die Grenzziehung haben.